# Sofja Wladimirowna Stroganowa

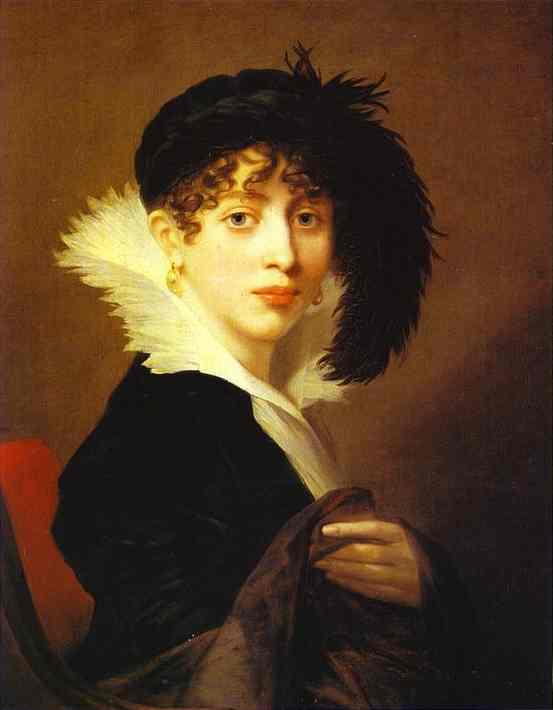
Sofja Wladimirowna Stroganowa (J.-L. Mosnier, 1808, Russisches Museum)

Gräfin Sofja Wladimirowna Stroganowa, geboren Fürstin Sofja Wladimirowna Golizyna, (russisch Софья Владимировна Строганова; * 31. Oktoberjul. / 11. November 1775greg. in Moskau; † 19. Februarjul. / 3. März 1845greg. in St. Petersburg) war eine russische Hofdame, Unternehmerin und Mäzenin.

## Leben
Sofja Wladimirowna war das jüngste Kind der Hofdame Natalja Golizyna und ihres Mannes Fürst Wladimir Golizyn. Die Familie lebte bis zur Französischen Revolution überwiegend im Ausland und kehrte erst 1790 nach St. Petersburg zurück. Sofja Wladimirowna erhielt eine hervorragende vielseitige Ausbildung mit allerdings ungenügenden Russisch-Kenntnissen. Sie verbesserte fortwährend selbständig ihre Bildung, schloss die Russisch-Lücken und übersetzte den 2. Teil der Göttlichen Komödie ins Russische.
Wenn die Familie Golizyn in Moskau lebte, war sie häufig zu Gast bei Jekaterina Stroganowa auf dem Herrensitz Bratzewo. Dort lernte die 17-jährige Sofja Wladimirowna den 18-jährigen Sohn der Gastgeberin Pawel Stroganow kennen, der wegen Beteiligung an revolutionären Ereignissen in Frankreich 1789–1790 von Kaiserin Katharina II. auf das Landgut seiner Mutter bei Moskau weit weg von der Hauptstadt St. Petersburg verbannt worden war, und heiratete ihn im Mai 1793 mit Trauung in St. Petersburg. Gawriil Derschawin widmete ihr ein Gedicht. Das junge Paar lebte in Bratzewo, wo im Juni 1794 ihr Sohn Alexander zur Welt kam.

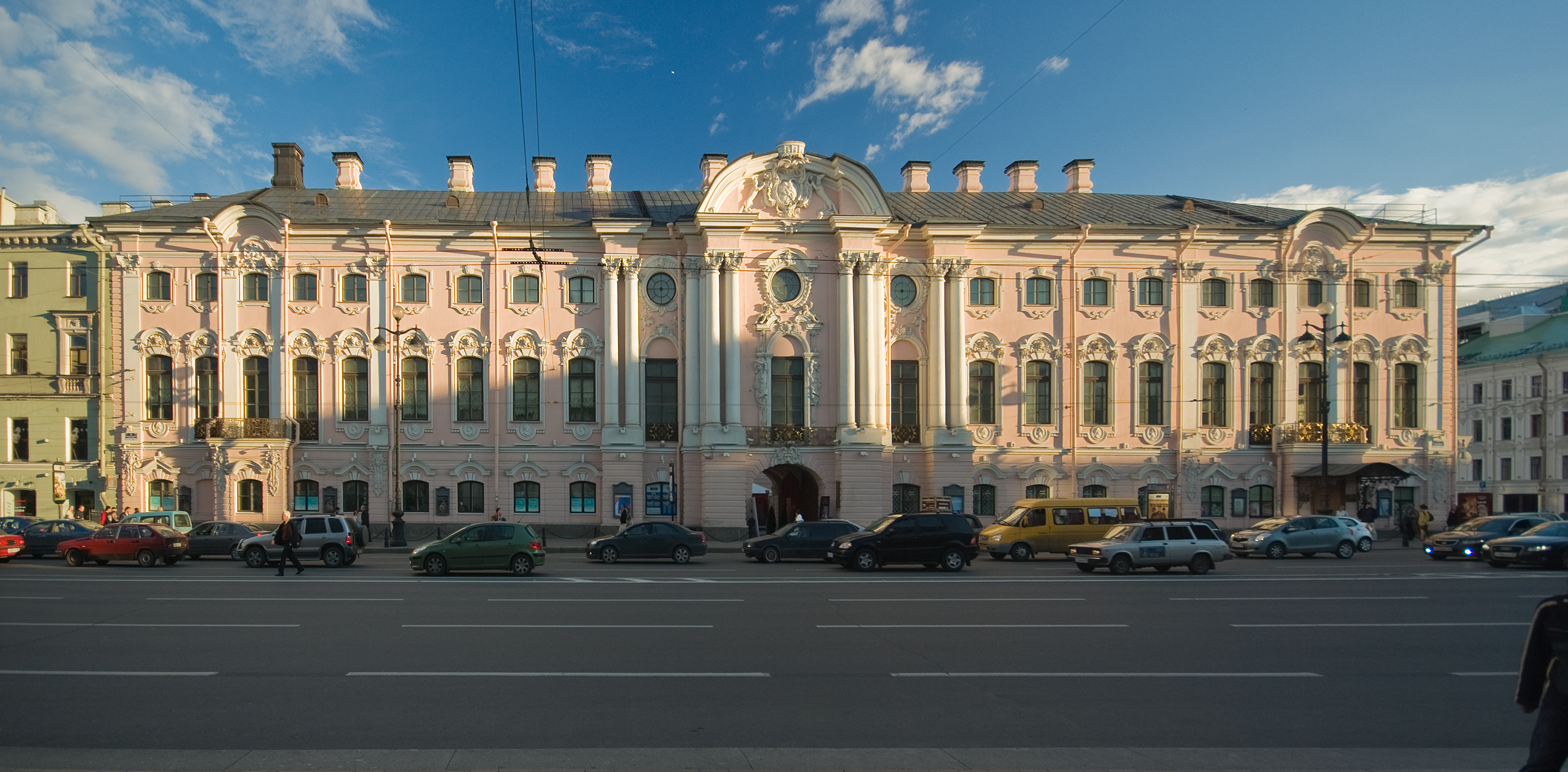
Stroganow-Palast, St. Petersburg

Nach dem Regierungsantritt Pauls I., Taufpate Pawel Stroganows, 1796 konnte die junge Familie Stroganow nach St. Petersburg zurückkehren und sich im Palast des reichsten Russen Alexander Stroganow nahe der Polizeibrücke niederlassen. Dank der Freundschaft Pawel Stroganows mit dem Großfürsten Alexander Pawlowitsch wurde Sofja Stroganowa Hofdame und enge Freundin der Großfürstin Elisabeth Alexejewna. Es folgte 1806 die Ernennung zur Staatsdame, worauf sie aber zugunsten ihrer Mutter verzichtete. Mit ihrer gebildeten und angenehmen Art wurde Stroganowa allgemein sehr geschätzt wie auch von Gräfin Roxandra Edling.
Im Französischen Angriffskrieg gegen Russland 1812 zeichneten sich Pawel Stroganow als Kommandeur der 2. Leibgarde-Infanterie-Division und sein einziger Sohn Alexander Stroganow in der Schlacht bei Borodino aus. Sie nahmen an der Völkerschlacht bei Leipzig teil. Vor der letzten Schlacht bei Paris wurde am 23. Februar 1814 Alexander Stroganow bei Craonne von einer Kugel im Kopf tödlich getroffen. Pawel Stroganow fand erst nach zwei Tagen die Leiche seines Sohnes und ließ sie in St. Petersburg im Alexander-Newski-Kloster in der Familiengruft bestatten. In einem Brief an Nikolai Nowossilzew beklagte Adam Czartoryski das Schicksal Sofja Stroganowas, die auf Bitten ihres Mannes von Alexei Olenin informiert worden war.
Pawel Stroganow erkrankte an Lungentuberkulose. Auf Anraten der Ärzte begab er sich 1817 auf eine Seereise ins Ausland, auf der er sich, den Tod vor Augen, von seiner Frau nur bis Kopenhagen begleiten ließ. So musste Sofja Stroganowa über Schweden nach St. Petersburg zurückkehren, wo sie dann den Tod ihres Mannes erfuhr, der zwei Tage nach ihrer Abfahrt aus Kopenhagen gestorben war. Er wurde in St. Petersburg im Beisein der kaiserlichen Familie in der Familiengruft im Alexander-Newski-Kloster neben seinem Sohn beigesetzt.

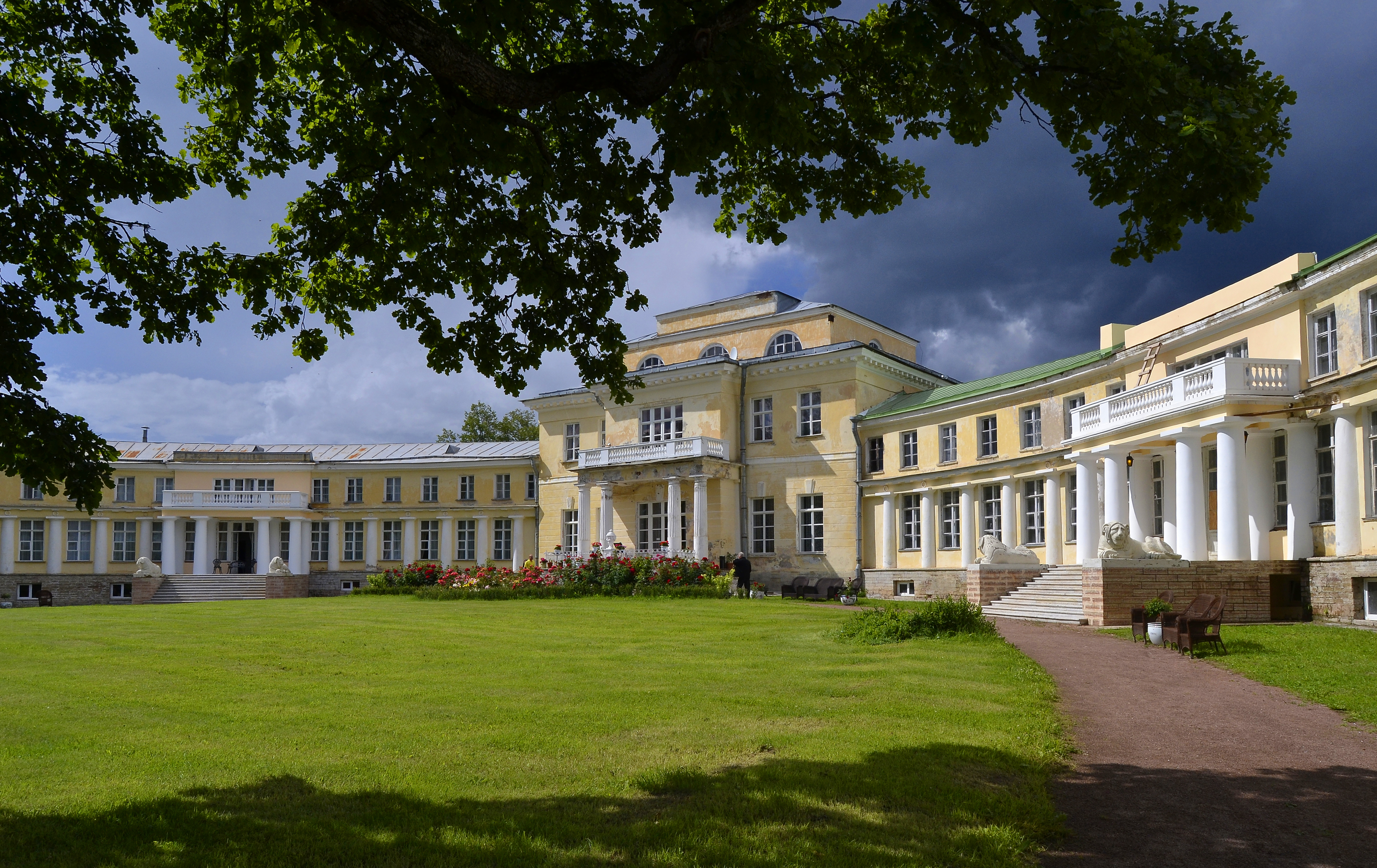
Schloss Marjino

Die verwitwete Sofja Stroganowa war nun Eigentümerin des Stroganow-Majorats mit insgesamt fast 46.000 Seelen. Sie lebte auf dem Stroganow-Herrensitz Marjino bei Tosno oder im St. Petersburger Stroganow-Palast und widmete sich fast ausschließlich der Verwaltung des Besitzes und der Ordnung der vernachlässigten Wirtschaft. Dafür setzte sie nur einheimische bisherige Leibeigene ein, für deren Ausbildung sie die Schulen gegründet hatte. Für Führungsaufgaben schickte sie Personen zur weiteren Ausbildung nach Westeuropa. In St. Petersburg gründete sie 1823 die eigene private Bergbau-Schule, die 11 Jahre später die Schule für Landwirtschaft, Bergbau- und Forstwissenschaften wurde. Für die Pensionen der Bediensteten verordnete sie eine Satzung. In Marjino gründete sie 1825 eine Landwirtschaftsschule für 50 Waisenkinder aus ihren Permer Ländereien. Auch richtete sie Arztstationen ein, in die sie ausländische Arzte aus St. Petersburg schickte. Für ein riesiges Gelände am Fluss in Nischni Nowgorod, das der Familie seit dem 17. Jahrhundert gehörte, entwickelte sie 1824 einen Bebauungsplan. Unter ihrer erfolgreichen Leitung wurde das Majorat ein glänzendes Unternehmen.
Stroganowa war Mitglied der Kaiserlichen Freien Ökonomischen Gesellschaft zu Sankt Petersburg, die sie für ihre Aktivitäten mit einer Goldmedaille auszeichnete. Im Versammlungssaal der Gesellschaft wurde 1837 ihre Büste aufgestellt.
Neben ihrer unternehmerischen Begabung hatte Stroganowa auch einen feinen künstlerischen Geschmack, wie ihre Zeichnungen und lyrischen Landschaftsaquarelle zeigen. Zur Erinnerung an ihren Schwiegervater Alexander Stroganow, Präsident der Akademie der Künste, stiftete sie zusätzliche Stipendien für Akademie-Schüler. Sie bezahlte das Architektur-Studium ihres Leibeigenen Pjotr Scharow an der Akademie. Auf ihre Kosten war 1819 Semjon Kirillows Lehrbuch der Malerei erschienen. Fünf Jahre später gründete sie mit anderen die Gesellschaft zur Förderung der Künste und spielte eine wichtige Rolle bei der Ausbreitung der Kultur in Russland.
Stroganowa hielt die Türen des St. Petersburger Stroganow-Palasts offen für die Vertreter der Literatur- und Kunstwelt. Sie war wohl vertraut mit der russischen Literatur. In ihrem nie leeren Salon verkehrten Nikolai Gneditsch, Wladimir Borowikowski, Iwan Martos, Nikolai Karamsin, Iwan Krylow, Wassili Schukowski, und vermutlich war auch Alexander Puschkin ein Gast. Stroganowas bedeutende Gemälde-Galerie wurde von Kennern gern besucht. In der von Alexander Sergejewitsch Stroganow für Sohn und Schwiegertochter 1795 gebauten Stroganow-Datsche an der Bolschaja Newka fanden die Stroganow-Feste statt.
Die drei ältesten Töchter Stroganowas waren bis 1829 standesgemäß verheiratet (Natalija 1818 mit Baron Sergei Stroganow, Adelaida 1821 mit Fürst Wassili Golizyn und Jelisaweta mit Fürst iwan Dmitrijewitsch Saltykow). Die jüngste Tochter Olga hatte sich den Stabsrittmeister Paul Graf von Fersen (Enkel General Hans Heinrich von Fersens) auserwählt, der von der Mutter nicht akzeptiert wurde. Darauf floh die Tochter 1829 und heiratete ihn heimlich, was einen Skandal auslöste und schließlich von der Mutter vergeben wurde mit einem Brief an den Regimentskommandeur Stepan Apraxin mit der Bitte um Genehmigung der Heirat.
Der Generalgouverneur von Moskau Dmitri Golizyn war ein Bruder Stroganowas.
Stroganowa starb unerwartet am 3. März 1845 in St. Petersburg an Herzversagen und wurde in der Lazarus-Kirche des Alexander-Newski-Klosters beigesetzt. Kaiser Nikolaus I. und Kaiserin Alexandra Fjodorowna erwiesen ihr die letzte Ehre.

## Sofja Stroganowas Kinder

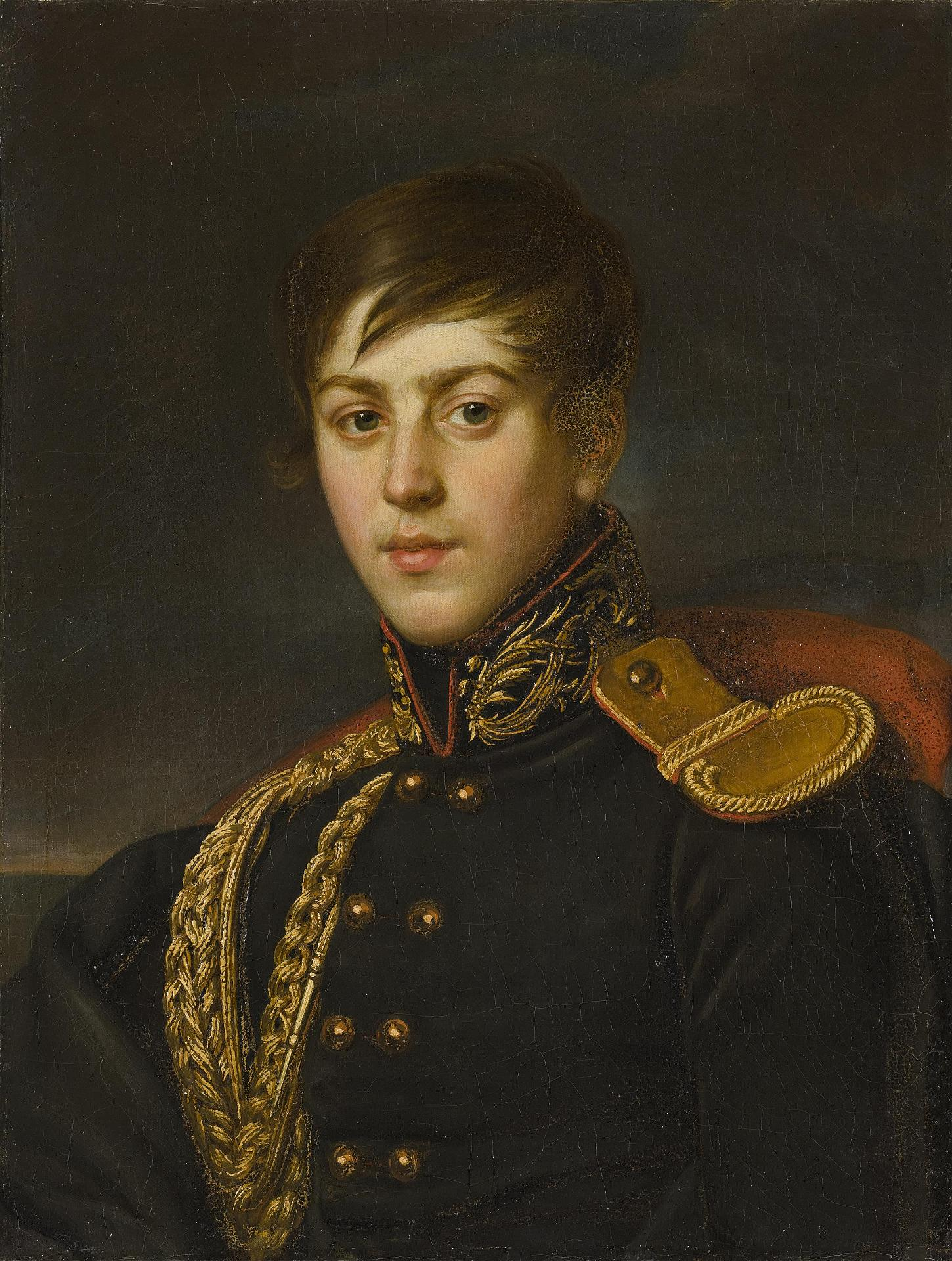
Alexander (1794–1814; A. G. Warnek, 1812, Russisches Museum)
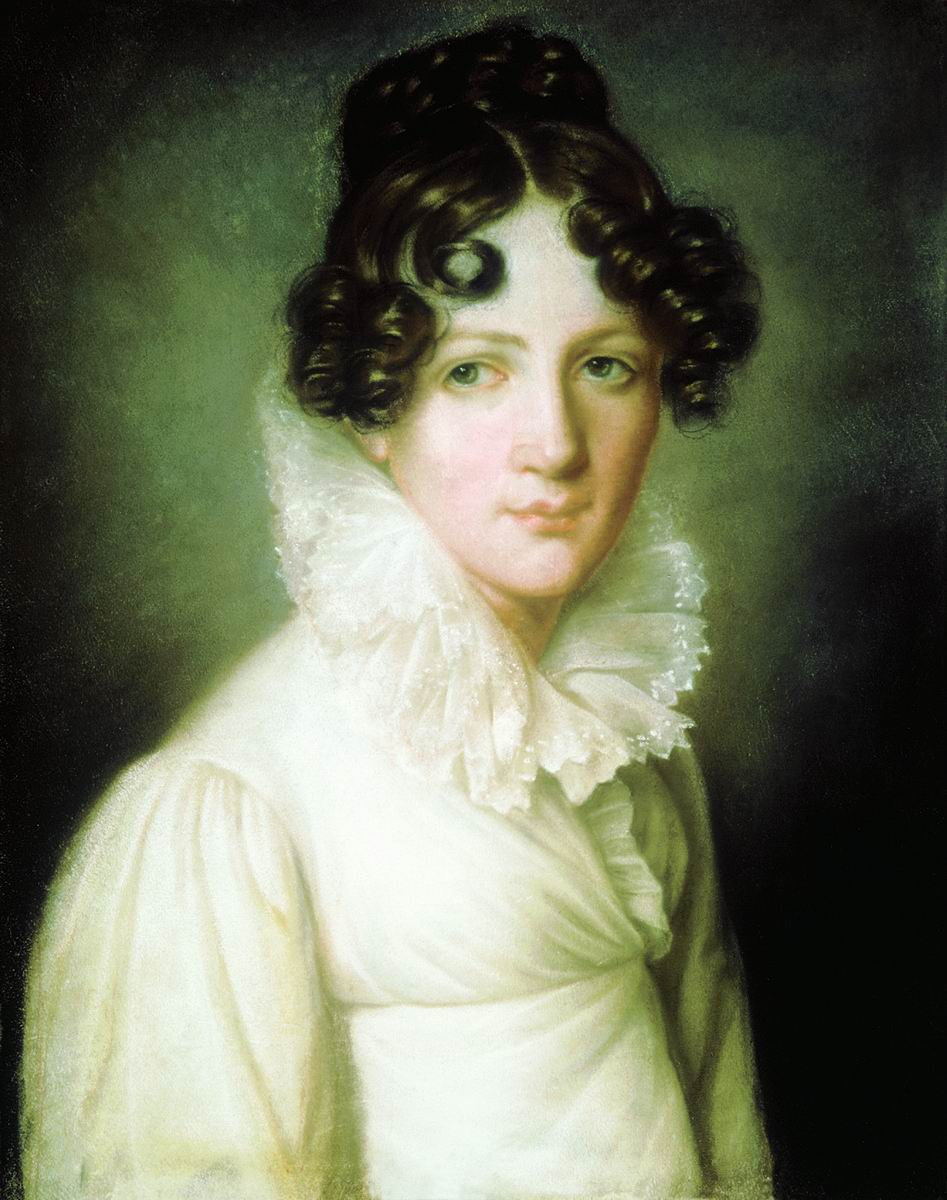
Natalja (1796–1872; A. G. Wenezianow, ca. 1820, Russisches Museum)
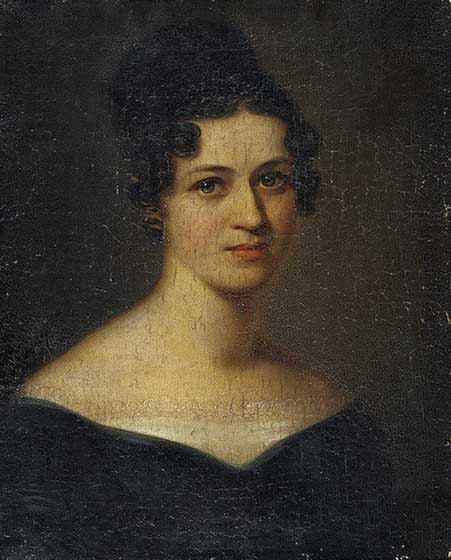
Adelaida (1799–1882; Яков Залесский, 1821, Eremitage)
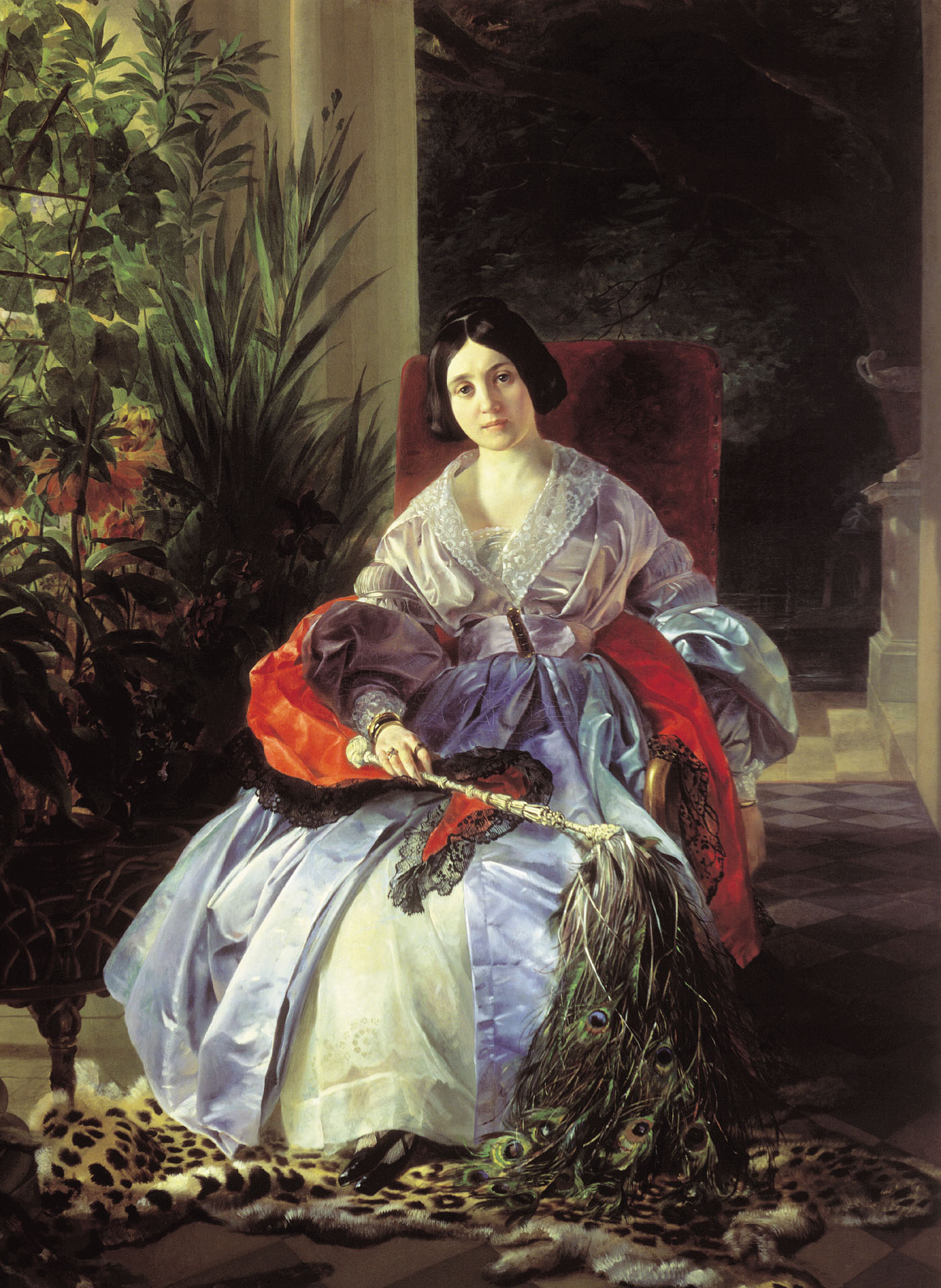
Jelisaweta (1802–1863; K. P. Brjullow, 1841, Russisches Museum)
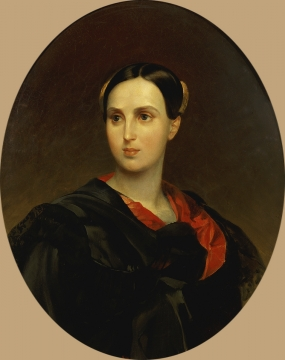
Olga (1808–1837; K. P. Brjullow, 1838, Tretjakow-Galerie)